# These Are Special Times
These Are Special Times — шестой англоязычный альбом Селин Дион, выпущенный 30 октября 1998 года. Это её семнадцатый студийный альбом в целом и третий с песнями рождественской тематики. В альбом вошли традиционные рождественские гимны, такие как «O Holy Night», «Adeste Fideles (O Come All Ye Faithful)», «Ave Maria» Шуберта; рождественские стандарты «The Christmas Song», «Blue Christmas», «Feliz Navidad»; а также несколько оригинальных композиций. На These Are Special Times Дион поёт на английском, французском, итальянском и испанском языках. Большой вклад в создание альбома внесли многолетние партнёры Дион продюсеры Дэвид Фостер и Рик Уэйк.
These Are Special Times имел большой коммерческий успех, возглавив чарты альбомов в Канаде, Швейцарии и Норвегии. В США, где альбом достиг 2-го места в чарте Billboard 200, он получил пятикратный платиновый статус, став 4-м в рейтинге наиболее продаваемых рождественских альбомов. По всему миру было продано более 12 миллионов экземпляров альбома, что сделало его одним из самых успешных рождественских альбомов в истории.

## Создание
На момент создания These Are Special Times в дискографии Дион уже было два франкоязычных альбома с рождественскими песнями, которые были выпущены в Квебеке в самом начале её карьеры: Céline Dion chante Noël (1981) и Chants et contes de Noël (1983). По словам Полли Энтони, на тот момент президента Epic Records, запись нового рождественского альбома на английском языке всегда была в планах компании для певицы и являлась лишь вопросом времени. Решение осуществить проект было принято на волне успеха предыдущего студийного альбома Дион Let's Talk About Love, который разошёлся тиражом свыше семи миллионов экземпляров в США, и сингла-рекордсмена «My Heart Will Go On», благодаря чему ожидания от продаж нового альбома были высоки.
Альбом был записан в 1998 году во время концертного тура Дион Let's Talk About Love. Дион продолжила многолетнее сотрудничество с Дэвидом Фостером и Риком Уэйком, которые спродюсировали основную часть материала и выступили в качестве соавторов нескольких песен. Кроме того в работе над альбомом приняли участие рок-музыкант Брайан Адамс, который написал и спродюсировал песню «Another Year Has Gone By»; американский композитор и продюсер Ар Келли, работающий в жанре ритм-н-блюз, исполнивший в дуэте с Дион балладу собственного авторства «I'm Your Angel»; а также канадская джазовая пианистка и певица Дайана Кролл, исполнившая партию фортепиано в песне «Blue Christmas».

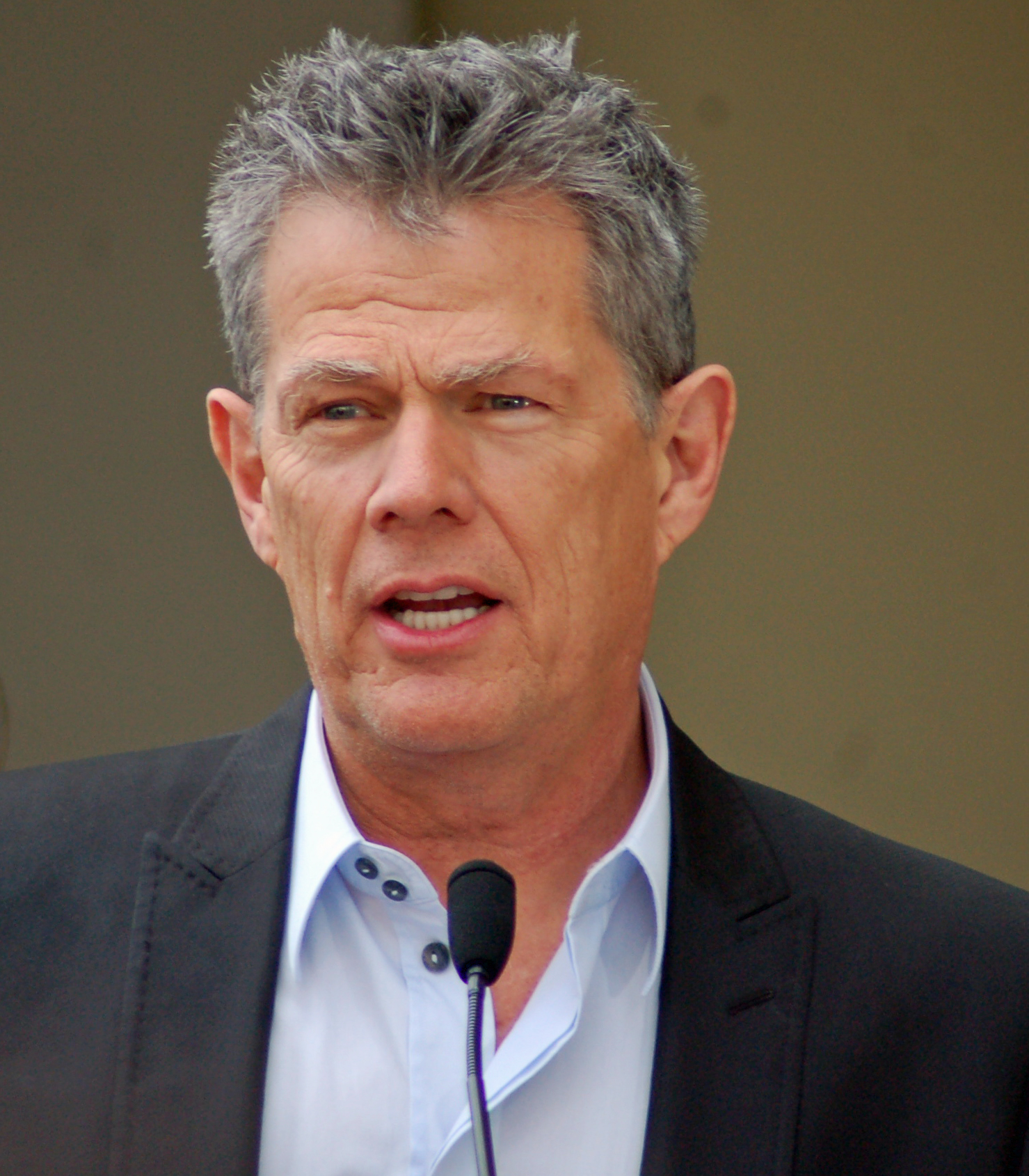
Основную часть материала для альбома спродюсировал Дэвид Фостер.

These Are Special Times примечателен тем, что на этом альбоме Селин Дион впервые в своей карьере выступила в качестве автора песни. Её дебютом на этом поприще стала баллада «Don't Save It All for Christmas Day», текст которой призывает дарить любовь круглый год, а не только в праздничные дни. По словам Дион, мелодия песни была у неё в голове в течение двух лет, но она не решалась закончить её, опасаясь реакции. 14 апреля 1998 года после записи шоу VH1 Divas Live менеджер Дион Рене Анжелил убедил её показать песню присутствовавшему среди гостей продюсеру Рику Уэйку. Уэйк предложил Дион позвонить на его домашний номер и записать песню на автоответчик. «Я показала мою идею мелодии, текста и припева. Вскоре он пришёл ко мне и сказал: „Вот твоя песня“», — рассказала Дион. К работе над треком Уэйк привлёк автора песен, аранжировщика и продюсера Питера Зиззо, который помог развить замысел. По его словам, когда он услышал строчки, написанные Дион: «Как много людей плачет, как много людей умирает, как много людей просит о любви», — ему пришла в голову мысль: «Не откладывай всё на рождество». «Её строчки вдохновили песню и подход в целом, — признался Зиззо. — Я поработал над песней, Рик показал ей её, и мы вдвоём поработали над ней ещё немного, но основная идея исходила от неё: что вокруг нас живёт множество одиноких и нуждающихся людей, которым необходимо, чтобы люди были рядом с ними всегда, а не только в то время года, когда люди уделяют друг другу особенное внимание».
Песня «The Magic of Christmas Day (God Bless Us Everyone)» была написана лидером хеви-метал группы Twisted Sister Ди Снайдером. Это сотрудничество между Дион и музыкантом, известным своим эпатажным сценическим образом, позже в прессе было названо «безумной встречей двух фигур поп-культуры». Первоначально Снайдер написал композицию, тогда называвшуюся «God Bless Us Everyone», как личный подарок своей жене, которая попросила его сочинить для неё рождественскую песню, но результат его работы был очень далёк от того, что Снайдер исполнял сам, и к тому же песня выходила за пределы его вокального диапазона. Тогда он решил нанять группу певцов для записи песни, что в итоге и послужило связью между ним и Дион. Одним из звукоинженеров этой первоначальной демозаписи был Рик Уэйк, который позже связался со Снайдером, с просьбой отдать песню Селин Дион. Снайдер согласился, однако попросил Уэйка не говорить ей, что «Сатана написал рождественскую песню». Поскольку These Are Special Times имел большой успех в продажах и был раскуплен многомиллионным тиражом, это сделало единственную, по его собственному утверждению, песню Снайдера, написанную не для коммерческого релиза, самой успешной его работой. Позже Снайдер поделился, что называет свой дом «домом, который построила Святая Селин».

## Продвижение
Первым синглом, выпущенным в поддержку альбома стал дуэт «I'm Your Angel», который также являлся синглом из альбома Ар Келли R.. Сингл возглавил американский Billboard Hot 100 и продержался на вершине чарта шесть недель, став четвёртым и последним на сегодняшний день хитом №1 Дион в США. Чак Тейлор из Billboard в своём обзоре положительно отозвался о песне, назвав её удивительно сдержанной балладой, которая восхищает изящным исполнением обоих артистов. В 1999 году песня получила номинацию на премию «Грэмми» в категории Лучшее совместное вокальное поп-исполнение. В марте 1999 года дуэт с Андреа Бочелли «The Prayer» был выпущен в качестве промосингла. Чак Тейлор написал восторженный отзыв о песне, назвав её абсолютно изысканной. «Как и „To Love You More“ это неортодоксальный трек для радио, но он настолько волнующий и трогательный, что четыре дюжины станций уже добавили его без малейших колебаний». Песня получила премию «Золотой глобус» в категории Лучшая оригинальная песня и была номинирована на премии «Оскар» и «Грэмми».
25 ноября 1998 года на канале CBS прошла трансляция телевизионной программы «These Are Special Times» — часового концерта, посвящённого выходу альбома. Помимо рождественских песен Дион исполнила некоторые из своих крупнейших хитов, таких как «The Power of Love», «Because You Loved Me» и «My Heart Will Go On», а также дуэты с Андреа Бочелли, именно на этом концерте впервые исполнившим с Дион «The Prayer», и Рози О'Доннелл, которая присоединилась к Дион на сцене для исполнения рождественского стандарта «Do You Hear What I Hear?». Шоу стало обладателем самых высоких рейтингов вечера, собрав у экранов аудиторию, насчитывавшую более шестнадцати миллионов телезрителей. Успех телешоу позволил These Are Special Times подняться в чарте Billboard 200 с пятой на третью позицию, обеспечив прирост продаж альбома в 94% по сравнению с предыдущей неделей. В 1999 году программа получила две номинации на премию Эмми.
В рамках промотура в поддержку альбома Дион приняла участие в нескольких американских телешоу. 19 ноября она появилась в «Вечернем шоу с Дэвидом Леттерманом» на CBS, где исполнила «Another Year Has Gone By» совместно с автором песни Брайаном Адамсом. 9 декабря была показана запись её выступления с сольным вариантом этой песни в «Шоу Рози О'Доннелл», а 24 декабря Дион появилась в утреннем телешоу «Today» на NBC, где она исполнила Blue Christmas. Кроме того в следующем году состоялись выступления Дион и Бочелли с «The Prayer» на церемониях вручения премий «Грэмми» и «Оскар».

## Реакция критики
| Оценки критиков               | Оценки критиков |
| Источник                      | Оценка          |
| ----------------------------- | --------------- |
| Allmusic                      | [ 13 ]          |
| Billboard                     | (положительная) |
| Chicago Tribune               | (смешанная)     |
| Entertainment Weekly          | (B-)            |
| Los Angeles Times             | [ 17 ]          |
| New York Times                | (отрицательная) |
| The Rolling Stone Album Giude | [ 19 ]          |

These Are Special Times получил смешанные отзывы музыкальных критиков. Пол Верна в рецензии для журнала Billboard положительно отозвался об альбоме, назвав его неординарным рождественским проектом, и предположив, что These Are Special Times должен стать следующим «большим» альбомом Дион. По его словам, помимо грандиозных версий рождественских стандартов и современной классики, коллекция содержит несколько вдумчиво спродюсированных оригинальных композиций, среди которых он отметил «Another Year Has Gone By» Брайана Адамса и «Don't Save It All for Christmas Day». Верна также выделил дуэт «The Prayer», который он назвал «великолепным», «Christmas Eve», в которой он усмотрел влияние Фила Спектора, и «блестящее прочтение „Ave Maria“». Стивен Томас Эрлевайн из Allmusic поставил альбому три звезды из пяти и посчитал его особенно успешным рождественским альбомом, благодаря тому, что Дион мудро сочетает традиционные рождественские песни с оригинальными композициями, гимнами и песнями с явной религиозной тематикой. По его мнению, «временами альбом спродюсирован слишком гладко, иногда пение Дион слишком манерно, но в целом These Are Special Times очень впечатляет, потому что песни хороши, и она предана материалу».
Рецензент Entertainment Weekly Крис Уиллман поставил альбому оценку B- и назвал его «похвальной консервативной коллекцией, которой мешают несколько серьёзных оплошностей», которыми, по его мнению, являются «Happy Xmas (War Is Over)» и «I'm Your Angel». «Но в полдюжине треков, — писал Уиллман, — в которых сопродюсер Фостер мягко ведёт её в сторону классики, будь то „Blue Christmas“ или „Brahms’ Lullaby“, Дион становится абсолютно отвечающим требованиям преемником отрёкшейся от престола королевы рождества Стрейзанд». Грег Кот в смешанной рецензии для Chicago Tribune написал, что Дион поёт такие гимны, как «O Holy Night» и «Ave Maria» с редкой сдержанностью и неоспоримой красотой, но выразил мнение, что «Feliz Navidad» демонстрирует отсутствие у Дион чувства ритма, и осудил решение использовать мощный вокальный стиль Дион в «Happy Xmas (War Is Over)». Рэнди Льюис из Los Angeles Times поставил альбому две с половиной звезды из четырёх: «В этой коллекции праздничных мелодий, старых и новых, мало домашнего и интимного, что напоминало бы об очаге. Музыкальный дом Дион на праздники представляет собой массивный сияющий собор. И, как вы могли ожидать, её мешок с подарками переполнен титанической оркестровой и хоровой мощью, и песня за песней всё это разрастается до разрушительной кульминации».
Джон Парелес из The New York Times дал альбому негативную оценку, заявив, что у Дион абсолютно нет чувства юмора и природного изящества. «Даже в то время как она выражает нежные чувства об очаге и доме, — писал он, — она суетится над каждой нотой, искажая тембр своего голоса и в конечном счёте наполняя каждую фразу очевидным беспокойством. И кто ещё смог бы внести большой динамический подъём в „Колыбельную“ Брамса?».

## Коммерческий успех
Выпущенный на территории США 3 ноября, These Are Special Times дебютировал на 4-й позиции чарта Billboard 200 с продажами в 126 000 экземпляров и поднялся до 2-й строчки на пятую неделю пребывания в чарте. Альбом был сертифицирован 6× платиновым с продажами, на сегодняшний день составляющими 5,6 миллионов экземпляров. These Are Special Times занимает 4-е место в рейтинге самых продаваемых рождественских альбомов в США. В Канаде альбом возглавил чарт и разошёлся миллионным тиражом, получив бриллиантовый статус в октябре 2007 года. Кроме того альбом достиг первой позиции в Норвегии и Швейцарии, став дважды платиновым в обеих странах. В мире These Are Special Times разошёлся тиражом более 12 миллионов экземпляров, что сделало его одним из наиболее успешных рождественских альбомов в истории.

## Список композиций
| №   | Название                                                  | Автор(ы)                                             | Продюсер(ы)                | Длительность |
| --- | --------------------------------------------------------- | ---------------------------------------------------- | -------------------------- | ------------ |
| 1.  | «O Holy Night»                                            | Адольф Адан Пласид Каппо Джон Салливан Дуайт         | Дэвид Фостер               | 5:22         |
| 2.  | «Don't Save It All for Christmas Day»                     | Питер Зиззо Рик Уэйк Селин Дион                      | Уэйк                       | 4:38         |
| 3.  | «Blue Christmas»                                          | Джей Джонсон Билли Хейз                              | Фостер                     | 3:49         |
| 4.  | «Another Year Has Gone By»                                | Брайан Адамс Элиот Кеннеди                           | Адамс                      | 3:25         |
| 5.  | «The Magic of Christmas Day (God Bless Us Everyone)»      | Ди Снайдер                                           | Уэйк                       | 4:17         |
| 6.  | «Ave Maria»                                               | Франц Шуберт                                         | Фостер                     | 4:56         |
| 7.  | «Adeste Fideles (O Come All Ye Faithful)»                 | Джон Фрэнсис Уэйд Фредерик Оукли                     | Фостер                     | 4:44         |
| 8.  | «The Christmas Song (Chestnuts Roasting on an Open Fire)» | Мел Торме Роберт Уэллс                               | Фостер                     | 4:14         |
| 9.  | «The Prayer» (дуэт с Андреа Бочелли)                      | Кэрол Байер-Сейджер Фостер Альберто Теста Тони Ренис | Фостер Ренис Байер-Сейджер | 4:30         |
| 10. | «Brahms' Lullaby»                                         | Иоганнес Брамс                                       | Фостер                     | 3:32         |
| 11. | «Christmas Eve»                                           | Мария Кристенсен Курт Фраска                         | Уэйк                       | 4:17         |
| 12. | «These Are Special Times»                                 | Дайан Уоррен                                         | Фостер                     | 4:08         |
| 13. | «Happy Xmas (War Is Over)»                                | Джон Леннон Йоко Оно                                 | Уэйк                       | 4:15         |
| 14. | «I'm Your Angel» (дуэт с Ар Келли)                        | Ар Келли                                             | Ар Келли                   | 5:31         |
| 15. | «Feliz Navidad»                                           | Хосе Фелисиано                                       | Уэйк Умберто Гатика        | 3:41         |
| 16. | «Les cloches du hameau»                                   | Альбер Ларьё                                         | Уэйк                       | 3:10         |

| №   | Название                            | Автор(ы)                     | Продюсер(ы)              | Длительность |
| --- | ----------------------------------- | ---------------------------- | ------------------------ | ------------ |
| 17. | «My Heart Will Go On» (No Lead Vox) | Джеймс Хорнер Уилл Дженнингс | Уолтер Афанасьефф Хорнер | 4:41         |

| №   | Название                                                   | Автор(ы)                                                    | Длительность |
| --- | ---------------------------------------------------------- | ----------------------------------------------------------- | ------------ |
| 1.  | «The Power of Love»                                        | Дженнифер Раш Гюнтер Менде Кэнди Деруж Мэри Сьюзан Эпплгейт |              |
| 2.  | «Do You Hear What I Hear» (дуэт с Рози О'Доннелл)          | Ноэль Регни Глория Шейн Бейкер                              |              |
| 3.  | «O Holy Night»                                             | Адан Каппо Дуайт                                            |              |
| 4.  | «Because You Loved Me»                                     | Уоррен                                                      |              |
| 5.  | «Let's Talk About Love»                                    | Адамс Кеннеди Жан-Жак Гольдман                              |              |
| 6.  | «The First Time I Ever Saw Your Face»                      | Юэн Макколл                                                 |              |
| 7.  | «My Heart Will Go On»                                      | Хорнер Дженнингс                                            |              |
| 8.  | «The Prayer» (дуэт с Андреа Бочелли)                       | Байер Сейджер Фостер Теста Ренис                            |              |
| 9.  | «Ave Maria» (в исполнении Андреа Бочелли)                  | Шуберт                                                      |              |
| 10. | «End credits» («Feliz Navidad», «These Are Special Times») | Фелисиано, Уоррен                                           |              |

## Чарты
| Чарт (1998-99)                      | Позиция |
| ----------------------------------- | ------- |
| Австралия (ARIA)                    | 6       |
| Австрия (Ö3 Austria)                | 2       |
| Бельгия/Фландрия (Ultratop)         | 16      |
| Бельгия/Валлония (Ultratop)         | 12      |
| Канада (Canadian Albums Chart)      | 1       |
| Дания (Hitlisten)                   | 6       |
| Нидерланды (Album Top 100)          | 3       |
| Финляндия (Suomen virallinen lista) | 48      |
| Франция (SNEP)                      | 23      |
| Германия (Offizielle Top 100)       | 3       |
| Венгрия (MAHASZ)                    | 14      |
| Италия (Classifica album)           | 7       |
| Япония (Oricon)                     | 3       |
| Малайзия (RIM)                      | 6       |
| Новая Зеландия (RMNZ)               | 4       |
| Норвегия (VG-lista)                 | 1       |
| Швеция (Sverigetopplistan)          | 3       |
| Швейцария (Schweizer Hitparade)     | 1       |
| Великобритания (UK Albums Chart)    | 20      |
| США (Billboard 200)                 | 2       |
| Billboard Holiday Albums            | 1       |
| Чарт (1999-2014)                    | Позиция |
| США (Billboard Top Catalog Albums)  | 1       |

| Чарт (1998)                                      | Позиция |
| ------------------------------------------------ | ------- |
| Australian Albums (ARIA)                         | 45      |
| Belgian Albums (Ultratop Flanders)               | 56      |
| Belgian Albums (Ultratop Wallonia)               | 64      |
| Canadian Albums (RPM)                            | 35      |
| Dutch Albums (MegaCharts)                        | 85      |
| Italian Albums (Hit Parade)                      | 62      |
| Japanese Albums (Oricon)                         | 80      |
| Swiss Albums (Schweizer Hitparade)               | 21      |
| Чарт (1999)                                      | Позиция |
| Canadian Albums (RPM)                            | 68      |
| Dutch Albums (MegaCharts)                        | 80      |
| Billboard 200                                    | 23      |
| Чарт (2000)                                      | Позиция |
| Finnish Foreign Albums (Suomen virallinen lista) | 70      |
| US Top Catalog Albums (Billboard)                | 3       |
| Чарт (2001)                                      | Позиция |
| US Top Catalog Albums (Billboard)                | 24      |
| Чарт (2008)                                      | Позиция |
| Swedish Albums (Sverigetopplistan)               | 98      |
| US Top Catalog Albums (Billboard)                | 41      |
| Чарт (2012)                                      | Позиция |
| Swedish Albums (Sverigetopplistan)               | 87      |
| Чарт (2016)                                      | Позиция |
| US Top Catalog Albums (Billboard)                | 48      |

## Сертификации и продажи
| Регион | Сертификация  | Продажи    |
| --- | ------------- | ---------- |
| Австралия (ARIA) | Платиновый    | 70 000^    |
| Австрия (IFPI Austria)                                                                                                   | Платиновый    | 50 000*    |
| Бельгия (BEA) | Платиновый    | 50 000*    |
| Великобритания (BPI) | Платиновый    | 300 000*   |
| Германия (BVMI) | Золотой       | 250 000^   |
| Италия (FIMI) | Золотой       | 25 000     |
| Канада (Music Canada) | Бриллиантовый | 1 000 000^ |
| Нидерланды (NVPI) | Золотой       | 50 000^    |
| Новая Зеландия (RMNZ) | 2× Платиновый | 30 000^    |
| Норвегия (IFPI Norway)                                                                                                   | 2× Платиновый | 100 000*   |
| США (RIAA) | 6× Платиновый | 5 600 000  |
| Финляндия (Musiikkituottajat)                                                                                            | Золотой       | 44 678     |
| Швейцария (IFPI Switzerland)                                                                                             | 2× Платиновый | 100 000^   |
| Швеция (GLF) | Платиновый    | 80 000^    |
| Япония (RIAJ) | 2× Платиновый | 500 000    |
| Итого |               |            |
| Европа (IFPI) | Платиновый    | 1 000 000* |
| Мир |               | 12 000     |
| * Данные о продажах приведены только на основе сертификации. ^ Данные о тиражах приведены только на основе сертификации. |               |            |

## Хронология релиза
| Регион          | Дата            | Лейбл            | Формат | Каталог       |
| --------------- | --------------- | ---------------- | ------ | ------------- |
| Европа, Тайвань | 30 октября 1998 | Columbia         | CD     | 492730 2      |
| Япония          | 31 октября      | Epic             | CD     | ESCA 7390     |
| Канада          | 3 ноября 1998   | Columbia         | CD     | CK 69523      |
| США             | 3 ноября 1998   | 550 Music, Epic  | CD     | BK 69523      |
| США             | 2 октября 2007  | Columbia, Legacy | CD/DVD | 88697 15575 2 |
| Европа          | 2 ноября 2007   | Columbia, Legacy | CD/DVD | 88697 15575 2 |
| Япония          | 21 ноября 2007  | Epic             | CD/DVD | EICP 882-3    |